# Festival international du grand reportage d'actualité et du documentaire de société
 (septembre 2018).
Le Festival International du Grand Reportage d'Actualité et du documentaire de société "Les écrans de la réalité", plus connu sous l'acronyme de FIGRA, est un évènement qui permet « la rencontre des professionnels et du public, afin de servir, promouvoir et défendre le grand reportage d'actualité et le documentaire de société, comme des supports d'information, de connaissances essentielles et irremplaçables ». La première édition se déroule en 1993 au Touquet-Paris-Plage.

## Histoire
Le FIGRA débute en 1993 par une préfiguration du FIGRA intitulée « La journée ». Celle-ci se déroule le 13 novembre 1993 au palais de l'Europe du Touquet-Paris-Plage sous l'initiative commune de Léonce Deprez, député-maire du Touquet-Paris-Plage et vice-président du conseil régional du Nord-Pas-de-Calais, de Georges Marque-Bouaret, créateur et concepteur du FIGRA, avec le partenariat principal de la chaîne planète, en présence de Michel Toulouse (PDG PLANÈTE), avec la participation de Gilles Pache (RTSR), Danièle Roussel, Henri Chambon, Michelle Cotta, Jean-marie Cavada, Hervé Brusini, Jean-Louis Saporito, Hervé Chabalier, Stéphane Meunier, Patrick de Carolis et Paul Nahon.
La 2e édition, qui se déroule du 9 au 13 novembre 1994 au Touquet-Paris-Plage, marque ainsi le début officiel de ce festival. Le président du jury est Alain Denvers.
Le FIGRA, existe depuis 27 ans dans les HAUTS-DE-FRANCE. Il s’est tenu au Touquet-Paris-Plage de 1993 à 1997, puis à Lille de 1998 à 2000. Il est revenu au Touquet en 2002 jusqu’en 2017 où, pour des raisons de rénovation du Palais des Congrès du Touquet, le FIGRA a été accueilli à Saint-Omer en 2018 et 2019, sur le territoire du Pays de Saint-Omer. En mars 2020, les travaux sont terminés. La ville du Touquet décide d’ouvrir les portes du nouveau Palais des congrès avec la 27e édition du FIGRA.
À partir de 2021, le festival se déroulera à Douai, pour au moins 4 éditions.

## Historique des éditions
Les différentes éditions se déroulent dans les lieux suivants :
- Au palais de l'Europe du Touquet-Paris-Plage :
  - 1993 : 1re édition, le 13 novembre, Prix Planète, décerné par le public ;
  - 1994 : 2e édition, du 9 au 13 novembre, président du jury Alain Denvers ;
  - 1995 : 3e édition, du 9 au 13 novembre, président du jury Henri Chambon ; invitée d'honneur Michelle Cotta ;
  - 1996 : 4e édition, du 7 au 11 novembre, président du jury Igor Barrère ;
  - 1997 : 5e édition, du 7 au 9 novembre, président du jury Claude Sérillon.
- Au palais du Nouveau Siècle de Lille :
  - 1998 : 6e édition, du 28 au 31 octobre, président du jury Michel Parbot ;
  - 1999 : 7e édition, du 27 au 30 octobre, président du jury Albert du Roy ;
  - 2000 : 8e édition, du 25 au 28 octobre, président du jury André Gazut.
- 2001 : Le festival est annulé.
- Au palais de l'Europe du Touquet-Paris-Plage :
  - 2002 : 9e édition, du 20 au 24 mars, président du jury Jean-Jacques Le Garec ;
  - 2003 : 10e édition, du 26 au 30 mars, présidente du jury Fabienne Servan-Schreiber ;
  - 2004 : 11e édition, du 24 au 28 mars, président du jury Patrice du Tertre ;
  - 2005 : 12e édition, du 16 au 20 mars, président du jury Gérard Carreyrou ;
  - 2006 : 13e édition, du 22 au 26 mars, présidente du jury Marine Jacquemin ;
  - 2007 : 14e édition, du 21 au 25 mars, président du jury Arnaud Hamelin ;
  - 2008 : 15e édition, du 26 au 30 mars, président du jury Daniel Leconte ; création du prix Terre(s) d'Histoire-INA, présidé par Olivier Stoh ;
  - 2009 : 16e édition, du 25 au 29 mars, présidente du jury Yamina Benguigui ;
  - 2010 : 17e édition, du 24 au 28 mars, président du jury Yves Boisset, les nouveaux Trophées du FIGRA sont créés par l’artiste Michel Audiard ;
  - 2011 : 18e édition, du 23 au 27 mars, président du jury Patricia Boutinard-Rouelle ;
  - 2012 : 19e édition, du 21 au 25 mars, présidente du jury Lise Blanchet ;
  - 2013 : 20e édition, du 20 au 24 mars, président du jury Hervé Ghesquière ;
  - 2014 : 21e édition, du 26 au 30 mars, président du jury Jean-Xavier de Lestrade ;
  - 2015 : 22e édition, du 25 au 29 mars, président de Jury Carlos Pinsky ;
  - 2016 : 23e édition, du 30 au 3 avril, jury présidé par : Jean-Paul Mari, Anne Gintzburger, Jean-Charles Deniau, Olivier Montels, Rémi Bouquet des Chaux et Geneviève Garrigos[5] ;
  - 2017 : 24e édition, du 22 au 26 mars, président de jury Annick Cojean.
- 2018 : 25e édition, du 20 au 25 mars au cinéma Ociné et à la salle Vauban de Saint-Omer, président de jury Jean-Louis Saporito ;
- 2019 : 26e édition, du 13 au 17 mars au cinéma Ociné et au théâtre Le Moulin à Café de Saint-Omer, présidente du jury Isabelle Christiaens ;
- 2020 : 27e édition, du 11 au 14 mars au Palais des Congrès du Touquet-Paris-Plage, président de jury Hervé Brusini ;
- 2021 : 28e édition, du 26 au 30 mars au Cinéma Majestic de Douai.
- 2022 : 29e édition, du 31 mai au 5 juin au Cinéma Majestic de Douai[6].
- 2023 : 30e édition, du 30 mai au 4 juin au Cinéma Majestic de Douai.
- 2024 : 31e édition, Grand Prix : Afghanes de Solène Chalvon-Fioriti[7].

### Compétition internationale, plus de 40 minutes
Jury présidé par Hervé Brusini, journaliste
- Grand Prix du FIGRA de plus de 40 minutes : Le Feu Sacré d'Éric Guéret – 90 min – France – 2018 - Prod. : Bonne Pioche Télévision. Avec la participation de France 3 et Public Sénat et le soutien du CNC, de la PROCIREP et de l’ANGOA ;
- Prix Spécial du jury parrainé par le Conseil Régional Hauts-de-France : Mossoul, après la guerre d'Anne Poiret – 60 min – France – 2019 - Co-prod. : Magneto et Arte. Avec la participation de la RTS Radio Télévision Suisse et de Knowledge Network et le soutien du CNC, de la PROCIREP et de l’ANGOA ;
- Prix SCAM de l'investigation : Religieuses abusées, l'autre scandale de l'église de Marie-Pierre Raimbault et Éric Quintin, en collaboration avec Elizabeth Drévillon 90 min – France – 2019 - Co-prod. : Dream Way Productions et Arte France. Avec la participation de LCP – ASSEMBLEE NATIONALE, de la RTBF, la RTS, SRF, VTM Nieuws, ICI TELE et ICI RDI et le soutien du CNC ;
- Prix Reporters Sans Frontières pour les droits humains, en hommage à Olivier Quemener : La loi et la vallée De Nuno Escudeiro – 52 min – France – 2019 - Co-prod. : Point du Jour et Miramonte Film, Public Sénat. Avec la Participation d’Arte G.E.I.E et le soutien du CNC, de la PROCIREP et de l’ANGOA, de IDM Südtirol Alto Adige, de la Région Provence-Alpes-Côte d’Azur, de Autonome Provinz Bozen Südtirol ;
- Prix Arnaud Hamelin SATEV-FIGRA : Watt the fish de Dorian Hays et Emerick Missud – 52 min – France – 2019 - Co-prod. : In Focus Prod et GUMP, Echo Studio, Ushuaïa. Avec la participation de France 3 Hauts de France et le soutien du CNC ;
- Mention Spéciale : Colombia in my arms de Jussi Rastas et Jenni Kivistö – 90 min – France/Finlande/Danemark/Norvège – 2019 - Co-prod. : Les Films d’un Jour, Filmimaa Ltd, Hansen & Pedersen Film, Medieoperatørene ; Avec la participation de France Télévisions, Yle, DR2, NRK et le soutien de Finnish Film Foundation, AVEK, Danish Film Institute, Nordisk Film & TV Fond, Fritt Ord.

### Prix du jury jeunes parrainé par le Conseil Régional Hauts-de-France
Jury composé de lycéens sélectionnés par la Région Hauts-de-France
- Crimes de guerre au Yémen, les complicités européennes d'Alexandra Jousset et Matthieu Besnard – 54 min – France – 2019 - Co-prod. : CAPA Presse et Arte France. Avec la participation d’Aljazeera media network et de la RTBF et le soutien du CNC.

- 2023: Return to Raqqa

De Raúl Cueva et Albert Solé i Bruset - 80 min - Espagne - 2022 -
Prod : Minimal Film

### Prix du public plus de 40 minutes
- La face cachée du cacao de Paul Moreira – 55 min – France – 2019 - Co-prod : Premières Lignes Télévision et Public Sénat. Avec la participation de France Télévisions et le soutien du CNC.

### Compétition internationale, moins de 40 minutes
Jury présidé par Anne Brucy, Déléguée Générale du Festival du Film Social organisé par la 25e Image
- Grand prix du FIGRA moins de 40 minutes : Les oubliés de Kaboul, de Laura Aguirre de Carcer et Alexis Jacquet – 28 min – France – 2019 - Prod. : France Télévisions / France 2 ;
- Mention spéciale du jury moins de 40 minutes : Les invisibles – inédit de Clarisse Feletin – 30 min – France – 2019 - Auto-production. Avec la participation de Mediapart.

### Prix terre(s) d'histoire
Jury présidé par Danièle Benichou, Ex-conseillère de programmes documentaire d’Histoire, France 3
- Prix terre(S) d'histoire : Retour à Kigali, une affaire française, de Jean-Christophe Klotz – 75 min – France – 2019 - Co-prod. : Les Films du Poisson. Avec la participation de France Télévisions, de Public Sénat et de la RTS et le soutien du CNC, de la PROCIREP et de l’ANGOA, de la Fondation pour la mémoire de la Shoah ;
- mention spéciale : Algérie, la guerre des appelés – épisode 2 « L'héritage » de Thierry de Lestrade et Sylvie Gilman – 68 min – France – 2019 - Co-prod. : What’s Up Films. Avec la participation de France 3 et le soutien du CNC, de la PROCIREP et l’ANGOA.

### Autrement vu
- Prix des activités sociales de l'énergie : On achève bien les gros de Laurent Follea, Gabrielle Deydier et Valentine Oberti – 52 min – France – 2019 - Co-prod. : Bangumi et Arte France. Avec la participation de LCP – Assemblée Nationale et le soutien du CNC, de la PROCIREP et de l’ANGOA - Jury composé de bénéficiaires des activités sociales de l’énergie ;
- Prix autrement vu décerné par le public : On achève bien les gros de Laurent Follea, Gabrielle Deydier et Valentine Oberti – 52 min – France – 2019 - Co-prod. : Bangumi et Arte France. Avec la participation de LCP – Assemblée Nationale et le soutien du CNC, de la PROCIREP et de l’ANGOA.

### Prix coup de pouce
Jury présidé par Thierry Derouet, créateur de Bonobo Productions
- Prix coup de pouce parrainé par la CCAS : Climactivistes un projet de Camille Hamet et Séréna Robin ;
- Mention spéciale coup de pouce : Les femmes sont des châtaignes un projet d’Enzo Delepine.

### Autres prix
- Prix Aïna Roger ESJ Lille – FIGRA Jury composé d’étudiants de l’ESJ Lille : Colombia in my arms de Jussi Rastas et Jenni Kivistö – 90 min – France/Finlande/Danemark/Norvège – 2019 - Co-prod. : Les Films d’un Jour, Filmimaa Ltd, Hansen & Pedersen Film, Medieoperatørene ; Avec la participation de France Télévisions, Yle, DR2, NRK et le soutien de Finnish Film Foundation, AVEK, Danish Film Institute, Nordisk Film & TV Fond, Fritt Ord.